# لیگ برتر فوتبال کاستاریکا
لیگ برتر فوتبال کاستاریکا (به اسپانیایی: Premier League de fútbol de Costa Rica)، (به ترکی استانبولی: Kosta Rika Futbol Premier Ligi) معتبرترین لیگ فوتبال در کشور کاستاریکا است که از سال ۱۹۲۱ تاکنون برگزار می‌شود. این لیگ از ۱۲ تیم که از سراسر کشور کاستاریکا در آن شرکت می‌کنند برگزار می‌شود. باشگاه‌های دپورتیوو ساپریسا، آلاخوئلنسه و هردیانو پرافتخارترین تیم‌های این لیگ محسوب می‌شوند.

## قهرمانان
| باشگاه               | قهرمانی | نایب قهرمانی |
| -------------------- | ------- | ------------ |
| دپورتیوو ساپریسا     | ۴۰      | ۱۹           |
| آلاخوئلنسه           | ۳۰      | ۳۰           |
| هردیانو              | ۳۰      | ۲۵           |
| لا لیبرتاد           | ۶       | ۶            |
| کارتاگینیس           | ۴       | ۱۱           |
| اوریون               | ۲       | ۷            |
| Municipal Puntarenas | ۱       | ۳            |
| سن کارلوس            | ۱       | ۲            |
| اروگوئه ده کورونادو  | ۱       | ۱            |
| Pérez Zeledón        | ۱       | ۱            |
| La U Universitarios  | ۱       | ۰            |
| Carmelita            | ۱       | ۰            |
| Liberia Mía          | ۱       | ۰            |
| Brujas               | ۱       | ۰            |